# 羅文彬
羅文彬（1845年—1903年），字質安，別署植庵，號香草園主人。貴州貴陽人。

## 生平
道光二十五年（1845年）生於貴陽田家巷。同治九年（1870年）中舉人，次年成進士。授官雲南補用道、通議大夫。篆刻為貴州之冠，任禮部鑄印司員外郎期間，奉詔鑄皇后及珍、瑾二妃金璽。與王秉恩撰《平黔紀略》，與丁寶楨等纂《四川鹽法志》，又修《貴州通志》。官至图书总纂处提调、雲南永昌府知府。晚年有風疾。光緒二十九年（1903年）卒於昆明。著有《平黔纪略》、《盐法志》、《援黔录》、《家礼便览》、《香草园集》等书。